# Sasa de Sobrepuerto
Sasa de Sobrepuerto est un village de la province de Huesca, situé à environ un kilomètre à l'est du village de Yebra de Basa, auquel il est rattaché administrativement, dans le Vallibasa. Il est inhabité depuis les années 1970. Le village compte une église en ruines, de style roman, remaniée à l'époque baroque, et au moins une maison typique de l'architecture populaire aragonaise, la casa Ramón de Sasa (XVIe siècle). Le village et les alentours sont inclus dans la plus grande aire protégée d'Aragon.